# 金井孟
金井 孟（かない たけし、1962年9月15日 - ）は、日本の実業家。愛知県出身。関西大学卒業。

## 経歴
- 1990年 一級建築士登録
- 1991年 新都市科学研究所（後のネプロジャパン、現・エヌジェイホールディングス）創設に参画し、取締役に就任
- 1994年 新都市科学研究所社長に就任
- 2006年 プロソフトトレーニングジャパン社長に就任。

## 備考
- 関西大学工学部土木学科卒業後、関西大学工学部建築学科に学士入学し卒業している。
- 愛車はメルセデス・ベンツ。

| スタブアイコン | サブスタブ | この項目は、まだ閲覧者の調べものの参照としては役立たない、人物に関連した書きかけの項目です。この項目を加筆・訂正などしてくださる協力者を求めています（P:人物伝/PJ:人物伝）。 |